# Campionati italiani estivi di nuoto 1909
Gli XI Campionati italiani di nuoto si sono disputati a Passignano sul Trasimeno il 6 e il 7 agosto 1909.
In un congresso là tenuto la FIRN (Federazione Italiana Rari Nantes, l'antenata dell'attuale FIN) decide che dall'anno successivo verranno assegnati titoli anche per gare disputate nel mare e nei fiumi, oltre che nei laghi come fino ad allora si era fatto.
Nel programma ritornano le nuotate "artistiche", cioè a dorso, sul fianco, sul petto (l'attuale rana), a bracciate e "indumentali" (nuotando vestiti). Mario Massa si dimostra il più forte nuotatore d'Italia, vincendo quattro titoli e perdendo lo "Scudo Garibaldi" in palio per la gara a squadre poiché l'Ardita juventus Nervi viene squalificata nella 3 x 200 m.

## Podi
| Evento                           | Oro                                                                 | Tempo  | Argento               | Tempo   | Bronzo            | Tempo  |
|                                  |                                                                     |        |                       |         |                   |        |
| stadio                           | Mario Massa                                                         | 2'46"0 | Sante Giacometti      | 2'55"0  | Oreste Muzzi      | 2'58"0 |
| miglio                           | Mario Massa                                                         | 36'15" | Oreste Muzzi          | 37'50"  | Sante Giacometti  | 40'02" |
| Gara a squadre - Scudo Garibaldi |                                                                     |        |                       |         |                   |        |
| 3x200 m                          | Rari Nantes Spezia Francesco De Pasquale Gerolamo Rizzato Gemignani | 9'38"0 | Rari Nantes Florentia | 10'10"0 | Ginnastica Arezzo |        |
| Stili artistici                  |                                                                     |        |                       |         |                   |        |
| 100 m dorso                      | Sante Giacometti                                                    | 2'06"  | Gallinari             |         | Del Vita          |        |
| 100 m sul fianco                 | Mario Massa                                                         | 1'17"  | Oreste Muzzi          |         | Italo Madella     |        |
| 100 m sul petto                  | Franco Amatore                                                      | 1'35"  | Giusti                |         | Sante Giacometti  |        |
| 100 m a bracciate                | Mario Massa                                                         | 1'20"  |                       |         |                   |        |
| 100 m indumentali                | Franco Amatore                                                      | 3'41"  | Ottaviani             |         | Capanni           |        |